# Albert Boehringer

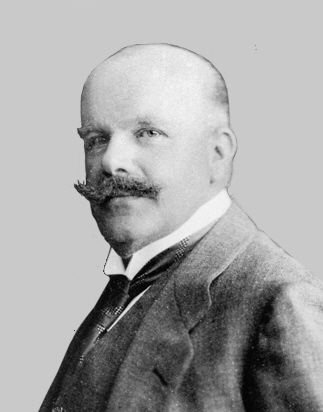
Albert Boehringer, etwa 1905

Albert Boehringer („der Erste“; * 11. August 1861 in Stuttgart; † 11. März 1939 in Nieder-Ingelheim) war ein deutscher Unternehmer auf dem Gebiet der Chemie und Pharmazie. Er gründete 1885 in Ingelheim eine Chemiefabrik und legte damit den Grundstein für das Unternehmen Boehringer Ingelheim, welches sich noch heute in Familienbesitz befindet.

## Leben
Albert Boehringer war der Sohn von Christoph Heinrich und  Enkel von Christian Friedrich Boehringer.
Letzterer hatte ab 1817 in Stuttgart ein pharmazeutisches Familienunternehmen aufgebaut, das später nach Mannheim verlegt und von Alberts Bruder Ernst Boehringer übernommen wurde.  Dort war die später in Boehringer Mannheim umbenannte Firma ansässig, bis sie 1997 von Hoffmann-La Roche übernommen wurde.
Albert studierte Chemie in München und gründete dann mit Unterstützung seines Bruders die Firma Albert Böhringer, chem. Fabrik vom 1. Aug. 1885 ab. Im Jahr 1893 benannte Albert Boehringer das Unternehmen zu Ehren seines Vaters in C. H. Boehringer Sohn um.

## Entwicklung der Firma
In der zunächst kleinen Ingelheimer Weinsteinfabrik begann Albert Boehringer 1893, anwendungsbezogene Forschung zu betreiben, und startete die biotechnologische Produktion von Milchsäure erstmals mit Hilfe von Bakterien. 1905 nahm er die Herstellung pharmazeutischer Chemikalien auf.
Das Unternehmen vergrößerte sich ständig und wurde schließlich zum Weltkonzern. Um seine Opium-Quote innerhalb der deutschen Opiumkonvention erhöhen zu können, übernahm Boehringer 1928 die Firma Dr. Karl Thomae in Winnenden nahe Stuttgart, die 1948 nach Oberschwaben in die Stadt Biberach an der Riß verlegt wurde.

## Verdienste und Ehrungen
Die soziale Fürsorge für seine Mitarbeiter machte Albert Boehringer zu einem Pionier der betrieblichen sozialen Verantwortung in Deutschland (z. B. Betriebskrankenkasse, 14-tägiger Urlaub mit Fahrtkostenzuschuss, betriebliche Altersvorsorge).
Boehringers Verdienste um die Chemie und die industrielle Praxis erfuhren öffentliche Würdigung durch die Verleihung des Titels eines Kommerzienrats kurz nach seinem 50. Geburtstag. Boehringer erhielt zudem am  11. August 1921 die Ehrenbürgerwürde der damaligen Gemeinde Nieder-Ingelheim und wurde zum Ehrendoktor der mathematisch-naturwissenschaftlichen Fakultät der Albert-Ludwigs-Universität Freiburg ernannt. 1926 ernannte ihn die Ludwig-Maximilians-Universität München, wo er studiert hatte und Mitglied des Corps Franconia gewesen war, zu ihrem Ehrenbürger.

## Nachfolge
Firmengründer Albert Boehringer starb 1939 im Alter von 77 Jahren. Seine Söhne Albert („der Zweite“; 1890–1960) und Ernst Boehringer  sowie sein Schwiegersohn Julius Liebrecht übernahmen die Leitung der Firma C. H. Boehringer Sohn.